# カルチョ (イタリア)
カルチョ（伊: Calcio  ( 音声ファイル)）は、イタリア共和国ロンバルディア州ベルガモ県にある、人口約5,300人の基礎自治体（コムーネ）。

## 地理

### 位置・広がり
ベルガモ県南東部、オーリオ川右岸（西岸）に位置するコムーネ。県都ベルガモから南南東へ25km、ブレシアから西へ28km、州都ミラノから東へ52kmの距離にある。

#### 隣接コムーネ
隣接するコムーネは以下の通り。BSはブレシア県所属。
- アンテニャーテ
- チヴィダーテ・アル・ピアーノ
- コルテヌオーヴァ
- コーヴォ
- フォンタネッラ
- プメネンゴ
- ルディアーノ (BS)
- ウラーゴ・ドーリオ (BS)

### 地震分類
イタリアの地震リスク階級 (it) では、3 に分類される
。

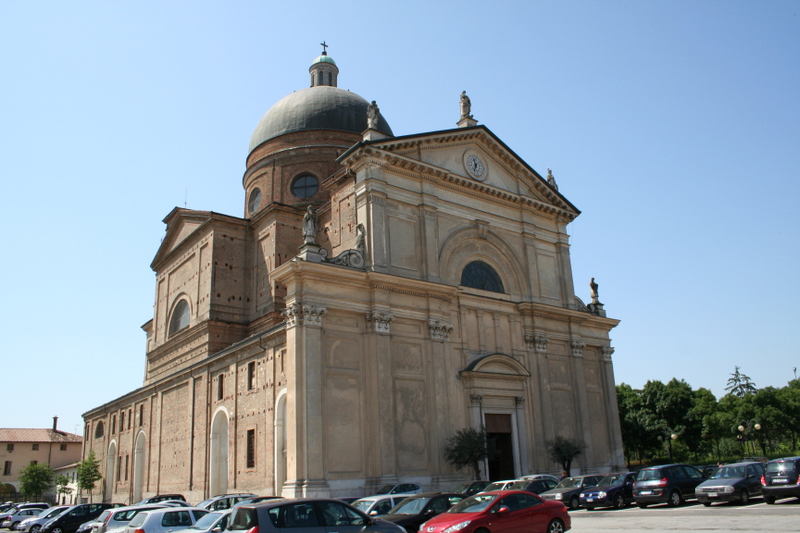
教区教会

## 交通

### 道路
高速道路
- アウトストラーダ A35

### 鉄道
- ミラノ＝ヴェネツィア線
  - カルチョ駅 (it:Stazione di Calcio)